# Maximiliano de Almeida
Maximiliano de Almeida – miasto i gmina w Brazylii, w stanie Rio Grande do Sul. Znajduje się w mezoregionie Noroeste Rio-Grandense i mikroregionie Sananduva.